# Louis Peter Grijp
Louis Peter Grijp (Den Haag, 23 januari 1954 – Driebergen, 9 januari 2016) was bijzonder hoogleraar aan de Universiteit Utrecht op het gebied van de Nederlandse liedcultuur, en wetenschappelijk onderzoeker bij het Meertens Instituut in Amsterdam. 
Daarnaast was hij 40 jaar lang (tot en met 2015) luitspeler en artistiek leider van het Utrechtse muziekensemble Camerata Trajectina. Onder zijn leiding bracht het gezelschap ongeveer 40 lp's en cd's uit met oude Nederlandse liedjes. Hiermee wonnen zij tweemaal een Edison.

## Loopbaan
Louis Grijp studeerde muziekwetenschap aan de Universiteit Utrecht en luit aan het Koninklijk Conservatorium in Den Haag. Hij promoveerde in 1991 in Utrecht op een onderzoek naar de contrafactuur in het Nederlandse lied in de Gouden Eeuw. Zijn proefschrift werd bekroond met een Erasmus Studieprijs. Ondertussen was hij een jaar eerder, in 1990, aangesteld aan het Meertens Instituut als onderzoeker op het gebied van etnologie. Zijn onderzoek spitste zich toe op orale traditie en Nederlandse liedcultuur.
Zijn grootste project op het Meertens Instituut was de Nederlandse Liederenbank. Onder zijn leiding groeide het Nederlands Volksliedarchief uit tot een digitale liederenbank met meer dan 170.000 Nederlandse volksliedjes. In deze databank bracht hij zijn promotieonderzoek in de praktijk: dankzij de mogelijkheid om te zoeken op versvoet en strofevorm, kunnen melodieën worden teruggevonden van liedjes die op de wijs van andere liederen zijn geschreven (contrafacten). Dankzij deze methode kunnen vele historische liederen voor het eerst weer ten uitvoer worden gebracht.
In 2001 werd hij benoemd tot bijzonder hoogleraar aan de Universiteit Utrecht met als leeropdracht de Nederlandse liedcultuur in heden en verleden.
Grijp publiceerde talloze wetenschappelijke artikelen en tientallen studies en uitgaves op het gebied van het Nederlandse lied en muziekcultuur. Hij schreef een baanbrekend artikel over de middeleeuwse mystica Hadewijch, waarin hij aantoonde dat haar gedichten oorspronkelijk bedoeld waren om te zingen. Van enkele liederen vond hij daadwerkelijk de melodie terug. Deze zijn ondertussen op cd verschenen (Camerata Trajectina, Pacxken van Minnen. Middeleeuwse muziek uit de Nederlanden, 1992). Grijp verwierf ook bekendheid als hoofdredacteur en mede-auteur van het standaardwerk Een Muziekgeschiedenis der Nederlanden (2001) en als mederedacteur van een nieuwe uitgave van het Antwerps liedboek van 1544 (2004).

### Louis Peter Grijp-lezing
Na het vroegtijdige overlijden van Grijp in 2016, stelde het Meertens Instituut een jaarlijkse Louis Peter Grijp-lezing in. Elk jaar, rond 10 mei, geeft een onderzoeker uit het liedonderzoek een lezing op het gebied van de Nederlandse liedcultuur.
Er zijn lezingen gehouden door onder anderen Mike Kestemont (Universiteit Antwerpen), Geert Buelens (Universiteit Utrecht), Frank Willaert (Antwerpen), John Ashley Burgoyne (Universiteit van Amsterdam), Laurens Ham (Universiteit Utrecht) en Renée Vulto (Universiteit Utrecht).

### Louis Peter Grijp Fonds
In 2020 werd het Louis Peter Grijp Fonds opgericht, ondergebracht bij het Concertgebouw Amsterdam, ter stimulering van het Nederlandse lied. Het is opgericht door Jos Swiers. Het doel is om het Nederlandstalige lied, in de breedste zin van het woord, een vaste plaats te geven in de programmering van het Concertgebouw.

## Persoonlijk
Louis Grijp was getrouwd; hij en zijn vrouw kregen twee kinderen. Hij overleed in 2016, 61 jaar oud, aan de gevolgen van een hersentumor.

## Camerata Trajectina
Naast zijn wetenschappelijke loopbaan was Louis Grijp tot en met 2015 artistiek leider en luitspeler van het Utrechtse ensemble Camerata Trajectina. Dit muziekgezelschap is gespecialiseerd in Nederlandse muziek van Middeleeuwen tot Gouden Eeuw. Er zijn onder zijn leiding (tot najaar 2015) 50 lp's en cd's en overige opnames/collecties verschenen met ruim 900 liederen, zowel geestelijke liederen als wereldlijke liedjes.

## Prijzen
- 1991: Erasmus Studieprijs voor dissertatie
- 1995: VNM-Penning van de Koninklijke Vereniging voor Nederlandse Muziekgeschiedenis
- 2004: Leonard Willemsprijs van de Koninklijke Academie voor Nederlandse Taal- en Letterkunde in Vlaanderen voor Studie van de oudere taal, literatuur en cultuur, toegekend voor zijn totale oeuvre
- 2005: Visser-Neerlandia Cultuurprijs van het Algemeen Nederlands Verbond
- 2006: Edison Middeleeuwen en Renaissance voor dubbel-cd Antwerps Liedboek
- 2009: Edison Bijzondere uitgave World voor cd-box Onder de groene linde
- 2009: Jahrespreis der deutschen Schallplattenkritik voor cd-box Onder de groene linde

Hiernaast won de Nederlandse Liederenbank in 2014 de Dataprijs voor humaniora en sociale wetenschappen.

## Publicaties (selectie)
- 1992 - De zingende Hadewijch. Op zoek naar de melodieën van haar Strofische Gedichten. In: Frank Willaert et al.: Een zoet akkoord. Middeleeuwse lyriek in de Lage Landen. Amsterdam, 1992, p. 72-92, 340-343.
- 2001 - Een Muziekgeschiedenis der Nederlanden (hoofdredactie). Amsterdam University Press, Amsterdam, 2001. 916 p. Incl. cd-rom.
- 2001 - Repertorium van het Nederlandse lied tot 1600. L.P. Grijp, M. de Bruin, e.a. (Gent/Amsterdam, 2001)
- 2004 - Het Antwerpse Liedboek. Teksteditie bezorgd door Dieuwke E. van der Poel (eindred.), Dirk Geirnaert, Hermine Joldersma en Johan Oosterman. Reconstructie van de melodieën door Louis Grijp. Delta/Lanoo, Tielt, 2004. 2 dln., 492 en 594 p. Met dubbel-cd.
- 2008 - De fiere nachtegaal. Het Nederlandse lied in de middeleeuwen. Door L.P. Grijp & F. Willaert (Amsterdam, 2008). (372 p.).

Zie voor meer publicaties de externe links.

## Cd's (selectie)
- 1992 - Pacxken van Minnen; middeleeuwse muziek uit de Nederlanden
- 1994 - Muziek uit de Muiderkring; liederen van en voor Maria Tesselschade
- 1995 - Cantiones Natalitiae; kerstliederen uit de tijd van Rubens
- 1996 - De muzikale wereld van Jan Steen; bij tentoonstelling Rijksmuseum Amsterdam
- 1997 - De Vrede van Münster; politieke muziek uit de Tachtigjarige Oorlog
- 1999 - Maastrichts Liedboek, 1554; polyfone Nederlandstalige liederen
- 2002 - Van Varen en Vechten; liederen van de Verenigde Oost-Indische Compagnie
- 2003 - Peeckelharing; muziek rond Frans Hals
- 2003 - De Kist van Pierlala; Straatliederen uit de liedblaadjesverzamelingen (18de-20de eeuw)
- 2004 - Het Antwerps Liedboek; Edison Klassiek 2006 in de categorie Middeleeuwen en Renaissance
- 2005 - Jacob Obrecht; met teksten van Gerrit Komrij
- 2007 - Theatermuziek uit de Gouden Eeuw
- 2008 - Jacob Cats
- 2009 - Calvijn in de Gouden Eeuw; psalmen en geestelijke liederen
- 2011 - De Zeven Zonden van Jeroen Bosch; met voordracht van Gerrit Komrij
- 2013 - De Vrede van Utrecht; muziek rond de Spaanse Successieoorlog
- 2015 - Dowland in Holland; Nederlandse liederen op Engelse wijzen (Gouden Eeuw)